# غلين وينستون
غلين وينستون (بالإنجليزية: Glenn Winston)‏ هو لاعب كرة قدم أمريكية أمريكي، ولد في 29 أبريل 1989 في ديترويت في الولايات المتحدة.

## وصلات خارجية
- غلين وينستون على موقع مرجع كرة القدم المحترفة.كوم (الإنجليزية)